# Farès Fellahi
Farès Fellahi (Sétif, 13 maggio 1975) è un ex calciatore algerino, di ruolo attaccante.

## Carriera

### Club
Ha sempre giocato nel campionato di casa.

### Nazionale
Con la Nazionale algerina ha partecipato alla Coppa d'Africa 2004.